# Totális háború
A totális háború  kifejezés egy ország erőforrásainak és gazdaságának teljes felhasználásával, a lakosság végsőkig való igénybevételével folytatott háború, hadviselés, mozgósítás.  A harc jellegéből adódóan általában a másik fél teljes hadászati megsemmisítéséig tartanak az ellenségeskedések (pl. második világháború). A fogalom legismertebb használata Joseph Goebbelshez fűződik, aki a Harmadik Birodalom propagandaminisztereként használta a berlini Sportpalotában tartott beszéde alkalmával, 1943. február 18-án.

## Meghatározása
Első említése Carl von Clausewitz porosz háborús teoretikustól származik, aki az „Absoluter Krieg”, tehát abszolút háborút használta rá.

## Jelentése
- teljes mozgósítás: minden maradék, illetve szabad erőt a frontra vezényelni
- teljes ellenőrzés: az állampolgárok totális felügyelete
- totális technikai fejlesztések: minden erőforrás alárendelése a haditechnikai fejlesztéseknek
- totális háborús célok: pl. egész országok elpusztítása

## Totális háborúk a történelemben
- Athén és Spárta egymás ellen vívott háborúja, a Peloponnészoszi háború az ókorban, ami Athén vereségével ért véget.
- Francia forradalom és az azt követő jakobinus terror, majd Napóleoni háborúk
- Tajping-felkelés Kínában
- Amerikai polgárháború az Unió és Konföderáció között
- Első világháborúban gyakorlatilag mindegyik európai hadviselő fél
- Második világháborúban főleg Németország és a Szovjetunió, de 1944-től Magyarország is

## Fordítás
- Ez a szócikk részben vagy egészben  a   Totaler Krieg című német Wikipédia-szócikk ezen változatának fordításán alapul.  Az eredeti cikk szerkesztőit annak laptörténete sorolja fel. Ez a jelzés csupán a megfogalmazás eredetét és a szerzői jogokat jelzi, nem szolgál a cikkben szereplő információk forrásmegjelöléseként.